# 頂夸克
（top quark，中国大陆又称“顶夸克”）是目前发现最重的夸克，其质量为173.1±1.3GeV/c2，质子的质量也不过938MeV。和其他夸克一样，頂夸克属于费米子，具有1⁄2的自旋，带有+2⁄3电荷。 
頂夸克的反粒子被称为反頂夸克，两者质量相同。頂夸克通过强作用力同其他基本粒子相作用，通过弱力衰变为W玻色子和底夸克，有时也会衰变为奇夸克。頂夸克可以衰变为下夸克，但这种情况非常罕见。根据标准模型的预测頂夸克的寿命仅为5×10-25s不过頂夸克极短的寿命使得其来不及在强相互作用力的影响下形成强子，这给科学家们提供了一个观测独立夸克的机会。頂夸克的存在在某种程度上也为日后发现希格斯子提供了理论上的可能性。

## 历史
1973年， 小林诚和益川敏英根据K介子衰变中CP破坏的现象，预言有第三类夸克存在。新的假想粒子被定名为顶和底。由于粒子加速器能量不足，因此頂夸克直到1995年才被费米实验室发现。为此，两位日本物理学家获得了2008年的诺贝尔物理学奖。为了同第一代的上夸克及下夸克相照应，1975年哈伊姆·哈拉里（Haim Harari）将这两个理论中的粒子命名为顶、底夸克。在做出頂夸克存在的预言之后，粲夸克、底夸克都相继被实验发现。人们知道頂夸克要重的多，因此需要更多的能量才能将其分离出来，只是没想到这一等就是18年。德国电子加速器以及斯坦福线性加速器都未能使頂夸克现身，欧洲原子能中心的超级质子同步加速器可以将质子加速至400GeV，但这仍然不足以产生出頂夸克。它们最初估计頂夸克的质量在41 GeV/c2以上，然而即使将加速器的能量开至极限还是不足以发现頂夸克，因此这一预估值被修改至77 GeV/c2以上。
既然超级质子同步加速器已经无能为力，下面就轮到费米实验室的兆电子伏特加速器出场了，在LHC诞生以前它是唯一有能力制造出頂夸克的粒子加速器。1992年10月，CDF和DØ两个研究团队首次发现了頂夸克存在的蛛丝马迹，在接下来的几年中又有了更多关于頂夸克存在的证据。费米碰撞探测器（CDF）小组在1994年4月22日发表了一份报告，指出頂夸克的质量应该在175 GeV/c2左右，这一数据和1992年时的探测相差无几。一年之后，在探测出更多的頂夸克之后，这两个团队的报告認為頂夸克的质量为176±18 GeV/c2，其置信度為99.9998%。

## 性质
根据CDF和DØ的估算，頂夸克的产生截面约为6.6Pb，由頂夸克衰变而来的W玻色子具有同其一致的偏振，因此这些玻色子可用于探测頂夸克。在标准模型的预测中，頂夸克所带的电荷为正2⁄3 e，DØ的数据研究表明其吻合的概率为90%。

## 产生
頂夸克巨大的质量注定了只有很大的能量才能使其产生，在自然条件下宇宙高能射线和大气层中的空气分子相碰撞时有可能会产生頂夸克，否则就得借助于人造的粒子加速器的力量了。截至2010年，只有兆电子伏特加速器及LHC能产生如此高的能量。产生頂夸克的途径有好几种，最常见的是利用强作用力产生一对正负頂夸克对。1995年中兆电子伏特加速器所报道的案例大部分都是在碰撞中先诞生是高能的胶子，然后再衰变成一对正负頂夸克。除此以外亦可通过光子及Z玻色子的衰变生成頂夸克，只不过其概率少到几乎可以忽略不计。而另一种途径则可通过弱作用力生成单独的頂夸克，在这种途径中又有两种不同的方式，其一是以W玻色子为中介生成一个正頂夸克和反底夸克，其二是底夸克同上夸克或下夸克交换了一个w玻色子后转变成頂夸克。2006年中DØ首次探测出了单独存在的頂夸克。测量出的数据同卡比博-小林-益川矩阵中|Vtb|2之间的比率与预测值大致相当。

## 衰变
頂夸克衰变为底夸克的分支比约为0.99，在标准模型的预测下同|Vtb|2相当，这也从侧面验证了卡比博-小林-益川矩阵。标准模型也允许其他衰变的存在，例如发射出一个胶子或是z玻色子之后，頂夸克可以衰变为自旋为+1/2的上夸克或是粲夸克。虽然标准模型预测在95%的置信度上发射胶子衰变的概率为千分之六，发射z玻色子的概率为4%，然而目前尚未发现能够符合理论预测的证据。

## 宇宙的穩定性

繪圖顯示，宇宙是否穩定，還是只是長壽泡沫，這要依希格斯玻色子與頂夸克的質量而定。直至2012年為止，從兆電子伏特加速器與大型強子對撞機實驗數據得到的2σ橢圓，仍舊允許這兩種可能結局。

研究宇宙的本質與未來命運：已經很多年了，描述宇宙的科學模型都會將宇宙的亞穩定性納入考量，也就是說，宇宙很可能擁有很長的壽命，但並不是完全穩定，空間某些區域可能在未來某個時刻被摧毀，因此倒塌成為一種更加穩定的真空態。假若能夠更準確地知道希格斯玻色子與頂夸克的質量，假若標準模型能夠正確地描述粒子的物理行為甚至到普朗克尺度的極端能量，則對於宇宙的現有真空態是否穩定，還是只是壽長這問題，可以通過仔細分析得到答案。（有時候，這會被誤報為「希格斯玻色子終結了宇宙」。）。質量大約在125 – 127 GeV值域內的希格斯玻色子似乎非常接近分割穩定區域與亞穩定區域的邊界。更明確答案仍需等待更準確地測量頂夸克的極點質量。
假若測量結果建議，宇宙的真空是一種假真空，則這意味著當今宇宙的作用力、粒子、架構可能不再存在，在幾十億年之後，可能會被另外一種宇宙全盤替代，假若它能夠成核。準確測量頂夸克質量可能需要新一代高端精密的正負電子對撞機。